# 春木節子
春木 節子（はるき せつこ、1952年 - ）は、日本の詩人。

## 来歴
東京都文京区生まれ。日本女子大学国文学科卒業。
春木節子は1990年に第一詩集『「巴里通信」』を出版して以来、2002年の詩集『Nとわたし』まで4冊の詩集をもつ詩人である。
詩誌では鈴木亨主宰の第二次「山の樹」と「木々」、伊藤桂一主宰「桃花鳥」に同人として参加、1989年には詩誌「馬車」を久宗睦子等と創刊、2009年から発行責任者となった。詩誌「馬車」は2009年全国詩誌「詩と思想」の同人誌群像の記事として掲載された。
2012年には足利文芸賞現代詩部門の最優秀賞を受賞した。日本現代詩人会会員。

### 詩集
- 『「巴里通信」』（1990年、近文社）
- 『鎧戸 : 詩集』本多企画、1992年。
- 『悦郎君の憂鬱』（1996年、同上）
- 『Ｎとわたし』（2002年、21世紀詩人叢書、土曜美術社出版販売）